# Паляничники
Паляничники́ — село у Богодухівській міській громаді Богодухівського району Харківської області України.

## Загальні відомості
- Поштовий індекс — 62109
- Населення 42 особи
- Територія — 0,69 км2
- Густота населення — 61 на км2

## Географія
Село Паляничники розміщене за 4 км від міста Богодухів. Через село протікає Яр Руднів, який через 3 км впадає в річку Мерла. На струмку кілька загат. Село оточене невеликим лісовим масивом.

## Назва
Від слова паляниця.

## Історія
- Дата заснування населеного пункту — 1675 рік
- 10 жовтня 2014 року у селі невідомі завалили пам'ятник Леніну.
- 12 червня 2020 року, відповідно до розпорядження Кабінету Міністрів України № 725-р «Про визначення адміністративних центрів та затвердження територій територіальних громад Харківської області», село увійшло до Богодухівської міської громади[1].
- 19 липня 2020 року, в результаті адміністративно-територіальної реформи та ліквідації Богодухівського району (1923—2020), село увійшло до складу новоутвореного Богодухівського району Харківської області[2].